# Donald Young (tennisser)
Donald Young (Chicago, 23 juli 1989) is een Amerikaans linkshandige tennisser en professional actief sinds 2004.
Young heeft nog geen ATP-toernooi in het enkel/dubbelspel gewonnen. Hij heeft echter wel acht challengers in het enkelspel en drie in het dubbelspel op zijn naam staan.
Als junior was Young succesvol met onder andere overwinningen op de Australian Open in 2005 en Wimbledon in 2007.

## Palmares
| Legenda                       | Legenda               |
| ----------------------------- | --------------------- |
| Grand Slam                    |                       |
| Olympische Spelen             |                       |
| tot 2009                      | vanaf 2009            |
| Tennis Masters Cup            | ATP Finals            |
| ATP Masters Series            | ATP Tour Masters 1000 |
| ATP International Series Gold | ATP Tour 500          |
| ATP International Series      | ATP Tour 250          |

### Enkelspel
| Nr.                  | Datum             | Toernooi         | Ondergrond    | Tegenstander in finale | Score         | Details |
| -------------------- | ----------------- | ---------------- | ------------- | ---------------------- | ------------- | ------- |
| Verloren finales     |                   |                  |               |                        |               |         |
| 1.                   | 2 oktober 2011    | ATP Bangkok      | Hardcourt (i) | Andy Murray            | 2-6, 0-6      | Details |
| 2.                   | 22 februari 2015  | ATP Delray Beach | Hardcourt     | Ivo Karlović           | 3-6, 3-6      | Details |
| Gewonnen challengers |                   |                  |               |                        |               |         |
| 1.                   | 22 juli 2007      | Aptos            | Hardcourt     | Bobby Reynolds         | 7-5, 6-0      |         |
| 2.                   | 12 oktober 2008   | Sacramento       | Hardcourt     | Robert Kendrick        | 6-4, 6-1      |         |
| 3.                   | 25 oktober 2009   | Calabasas        | Hardcourt     | Michael Russell        | 7-6(4), 6-1   |         |
| 4.                   | 30 mei 2010       | Carson           | Hardcourt     | Robert Kendrick        | 6-4, 6-4      |         |
| 5.                   | 17 april 2011     | Tallahassee      | Hardcourt     | Wayne Odesnik          | 6-4, 3-6, 6-3 |         |
| 6.                   | 7 april 2013      | Leon             | Hardcourt     | Jimmy Wang             | 6-2, 6-2      |         |
| 7.                   | 29 september 2013 | Napa             | Hardcourt     | Matthew Ebden          | 4-6, 6-4, 6-2 |         |
| 8.                   | 6 oktober 2013    | Sacramento       | Hardcourt     | Tim Smyczek            | 7-5, 6-3      |         |

### Dubbelspel
| Nr.                          | Datum            | Toernooi        | Ondergrond    | Partner           | Tegenstander in finale                | Score               | Details |
| ---------------------------- | ---------------- | --------------- | ------------- | ----------------- | ------------------------------------- | ------------------- | ------- |
| Verloren finales herendubbel |                  |                 |               |                   |                                       |                     |         |
| 1.                           | 15 februari 2015 | ATP Memphis     | Hardcourt (i) | Artem Sitak       | Mariusz Fyrstenberg Santiago González | 7-5, 6-7(1), [8-10] | Details |
| 2.                           | 10 juni 2017     | Roland Garros   | Gravel        | Santiago González | Ryan Harrison Michael Venus           | 6–7(5), 7-6(4), 3-6 | Details |
| Gewonnen challengers         |                  |                 |               |                   |                                       |                     |         |
| 1.                           | 18 februari 2007 | Joplin          | Hardcourt (i) | Patrick Briaud    | Goran Dragicevic Mirko Pehar          | 6-4, 6-4            |         |
| 2.                           | 13 mei 2007      | Tunica Resorts  | Gravel (i)    | Paul Goldstein    | Pablo Cuevas Horacio Zeballos         | 4-6, 6-1, [10-4]    |         |
| 3.                           | 7 november 2010  | Charlottesville | Hardcourt (i) | Robert Kendrick   | Ryler DeHeart Pierre-Ludovic Duclos   | 7-6(5), 7-6(3)      |         |
| 4.                           | 6 januari 2019   | Nouméa          | Hardcourt     | Dustin Brown      | André Göransson Sem Verbeek           | 7-5, 6-4            |         |

## Resultaten grote toernooien
| Legenda | Legenda                          |
| ------- | -------------------------------- |
| g.t.    | geen toernooi gehouden           |
| l.c.    | lagere categorie                 |
| –       | niet deelgenomen                 |
| G       | uitgeschakeld in de groepsfase   |
| 1R      | uitgeschakeld in de eerste ronde |
| 2R      | uitgeschakeld in de tweede ronde |
| 3R      | uitgeschakeld in de derde ronde  |
| 4R      | uitgeschakeld in de vierde ronde |
| KF      | uitgeschakeld in de kwartfinale  |
| HF      | uitgeschakeld in de halve finale |
| F       | de finale verloren               |
| W       | het toernooi gewonnen            |
| w-v     | winst/verlies-balans             |

### Enkelspel
| toernooi             | 2005 | 2006 | 2007 | 2008 | 2009 | 2010 | 2011 | 2012 | 2013 | 2014 | 2015 | 2016 | 2017 | 2018 | 2019 | 2020 | 2021 | 2022 | 2023 |
| -------------------- | ---- | ---- | ---- | ---- | ---- | ---- | ---- | ---- | ---- | ---- | ---- | ---- | ---- | ---- | ---- | ---- | ---- | ---- | ---- |
| grandslamtoernooien  |      |      |      |      |      |      |      |      |      |      |      |      |      |      |      |      |      |      |      |
| Australian Open      | –    | –    | –    | 1R   | –    | 2R   | 1R   | 2R   | –    | 3R   | 2R   | 1R   | 2R   | 1R   | –    | –    | –    | –    | –    |
| Roland Garros        | –    | –    | –    | 1R   | –    | –    | –    | 1R   | –    | 3R   | 1R   | 1R   | 1R   | –    | –    | –    | –    | –    | –    |
| Wimbledon            | –    | –    | –    | 1R   | –    | –    | 1R   | 1R   | –    | 1R   | 1R   | 2R   | 2R   | –    | –    | –    | –    | –    | –    |
| US Open              | 1R   | 1R   | 3R   | 1R   | 1R   | 1R   | 4R   | 1R   | 2R   | 1R   | 4R   | 2R   | 2R   | 1R   | –    | –    | –    | –    | –    |
| ATP Masters 1000     |      |      |      |      |      |      |      |      |      |      |      |      |      |      |      |      |      |      |      |
| Indian Wells         | 1R   | 1R   | –    | 3R   | –    | –    | 3R   | 1R   | –    | 1R   | 3R   | 1R   | 4R   | 1R   | 1R   | –    | –    | –    | –    |
| Miami                | 1R   | 1R   | –    | –    | –    | –    | 1R   | 1R   | –    | 2R   | 2R   | 1R   | 4R   | 1R   | –    | –    | –    | –    | –    |
| Monte Carlo          | –    | –    | –    | –    | –    | –    | –    | 1R   | –    | –    | –    | –    | –    | –    | –    | –    | –    | –    | –    |
| Rome                 | –    | –    | –    | –    | –    | –    | –    | 1R   | –    | –    | 1R   | –    | 1R   | –    | –    | –    | –    | –    | –    |
| Madrid               | l.c. | l.c. | l.c. | l.c. | –    | –    | –    | 1R   | –    | –    | 1R   | –    | –    | –    | –    | –    | –    | –    | –    |
| Montréal/Toronto     | –    | –    | –    | 1R   | –    | –    | –    | 1R   | –    | 2R   | 3R   | 2R   | 1R   | –    | –    | –    | –    | –    | –    |
| Cincinnati           | –    | –    | –    | 1R   | –    | 1R   | –    | 1R   | –    | –    | –    | –    | 1R   | –    | –    | –    | –    | –    | –    |
| Shanghai             | l.c. | l.c. | l.c. | l.c. | –    | –    | 2R   | –    | –    | 1R   | 1R   | –    | –    | –    | –    | –    | –    | –    | –    |
| Parijs               | –    | –    | –    | –    | –    | –    | 1R   | –    | –    | 1R   | –    | –    | –    | –    | –    | –    | –    | –    | –    |
| olympisch            |      |      |      |      |      |      |      |      |      |      |      |      |      |      |      |      |      |      |      |
| Olympische Spelen    | g.t. | g.t. | g.t. | –    | g.t. | g.t. | g.t. | –    | g.t. | g.t. | g.t. | –    | g.t. | g.t. | g.t. | g.t. | –    | g.t. | g.t. |
| statistieken         |      |      |      |      |      |      |      |      |      |      |      |      |      |      |      |      |      |      |      |
| totaal aantal titels | 0    | 0    | 0    | 0    | 0    | 0    | 0    | 0    | 0    | 0    | 0    | 0    | 0    | 0    | 0    | 0    | 0    | 0    | 0    |
| eindejaarsranking    | 553  | 494  | 100  | 138  | 194  | 127  | 39   | 190  | 96   | 57   | 48   | 88   | 61   | 248  | 230  | 323  | 411  | 579  |      |

### Dubbelspel
| toernooi             | 2005 | 2006 | 2007 | 2008 | 2009 | 2010 | 2011 | 2012 | 2013 | 2014 | 2015 | 2016 | 2017 | 2018 | 2019 |
| -------------------- | ---- | ---- | ---- | ---- | ---- | ---- | ---- | ---- | ---- | ---- | ---- | ---- | ---- | ---- | ---- |
| grandslamtoernooien  |      |      |      |      |      |      |      |      |      |      |      |      |      |      |      |
| Australian Open      | –    | –    | –    | –    | –    | –    | –    | 1R   | –    | –    | 2R   | 2R   | 3R   | 1R   | –    |
| Roland Garros        | –    | –    | –    | –    | –    | –    | –    | 1R   | –    | –    | 2R   | –    | F    | 1R   |      |
| Wimbledon            | –    | –    | –    | –    | –    | –    | –    | 1R   | –    | 2R   | –    | 1R   | 1R   | –    |      |
| US Open              | 1R   | 1R   | 1R   | 1R   | 1R   | 1R   | 1R   | 2R   | –    | 1R   | 3R   | 3R   | 1R   | 1R   |      |
| ATP Masters 1000     |      |      |      |      |      |      |      |      |      |      |      |      |      |      |      |
| Indian Wells         | –    | –    | –    | –    | –    | –    | –    | –    | –    | –    | –    | –    | –    | –    | –    |
| Miami                | –    | –    | –    | –    | –    | –    | 1R   | –    | –    | –    | –    | –    | –    | 2R   |      |
| Monte Carlo          | –    | –    | –    | –    | –    | –    | –    | –    | –    | –    | –    | –    | –    | –    |      |
| Madrid               | l.c. | l.c. | l.c. | l.c. | –    | –    | –    | –    | –    | –    | –    | –    | –    | –    |      |
| Rome                 | –    | –    | –    | –    | –    | –    | –    | –    | –    | –    | –    | –    | –    | –    |      |
| Montreal/Toronto     | –    | –    | –    | –    | –    | –    | –    | –    | –    | –    | –    | –    | 1R   | –    |      |
| Cincinnati           | –    | –    | –    | 1R   | –    | –    | –    | –    | –    | –    | –    | –    | 1R   | –    |      |
| Shanghai             | l.c. | l.c. | l.c. | l.c. | –    | –    | –    | –    | –    | –    | –    | –    | –    | –    |      |
| Parijs               | –    | –    | –    | –    | –    | –    | –    | –    | –    | –    | –    | –    | –    | –    |      |
| olympisch            |      |      |      |      |      |      |      |      |      |      |      |      |      |      |      |
| Olympische Spelen    | g.t. | g.t. | g.t. | –    | g.t. | g.t. | g.t. | –    | g.t. | g.t. | g.t. | –    | g.t. | g.t. | g.t. |
| statistieken         |      |      |      |      |      |      |      |      |      |      |      |      |      |      |      |
| totaal aantal titels | 0    | 0    | 0    | 0    | 0    | 0    | 0    | 0    | 0    | 0    | 0    | 0    | 0    | 0    | 0    |
| eindejaarsranking    | 1426 | 997  | 208  | 464  | 489  | 246  | 414  | 247  | 389  | 279  | 114  | 172  | 49   |      |      |